# Jesús Gómez (friidrottare)
Artikeln följer den spanska namnseden; faderns efternamn är Gómez och moderns efternamn Santiago.
Jesús Gómez Santiago, född 24 april 1991 i Burgos, är en spansk medeldistanslöpare.

## Karriär
Gómez tog brons på 1 500 meter vid inomhus-EM 2019. Vid inomhus-EM 2021 tog han återigen brons på 1 500 meter. I augusti 2021 vid OS i Tokyo blev Gómez utslagen i semifinalen på 1 500 meter.

## Personliga rekord
| Utomhus - 800 meter – 1.45,67 (Madrid, 14 juli 2017) - 1 000 meter – 2.15,99 (Nerja, 12 maj 2021) 0NR0 - 1 500 meter – 3.33,07 (Monaco, 14 augusti 2020) - 3 000 meter – 7.54,46 (Castellón, 29 juli 2020) | Inomhus - 800 meter – 1.47,93 (Sabadell, 6 februari 2019) - 1 500 meter – 3.36,32 (Madrid, 24 februari 2021) - 3 000 meter – 7.48,76 (Valencia, 18 januari 2019) |